# Прекинути лук аорте
Прекинути лук аорте (акроним ПЛА) је релативно редак генетски поремећај који се обично јавља заједно са нерестриктивним коморским септалним дефектом (КСД) и дуктусом артериозусом или, ређе, са великим аортопулмоналним отвором или артеријским трункусом.
Иако се већина случајева јавља у нормално повезаним великим артеријама, прекинути лук аорте може коегзистирати са било којим вентрикулоартеријским поравнањем, као и са тешким неразвијеношћу једне коморе. Ретки случајеви који су укључивали прекинут лук аорте, атрезију аортног залистка и КСД су били сложени; два су представила круг коронарног крвотока зависног од Вилсоновог лука, а две су се јавиле са билатералним дуктусом у коме је коронарни проток крви зависио од проходности десног дуктуса артериозуса.
Прекинути лук аорте и комплетан заједнички атриовентрикуларни канал могу се посматрати у контексту колобома, срчаних обољења, атрезије хоане, ретардираног раста и развоја и/или аномалија ЦНС, гениталне хипоплазије и аномалија уха и/или синдрома глувоће (обично узрокована мутацијама у ЦХД7 на хромозому 8к12.1). Приближно 50% пацијената са прекинутим луком аорте има Диџорџов синдром (у овим случајевима, прекинути лук аорте је обично тип Б, мада су забележени и случајеви типа А или Ц). Постоји и значајно фенотипско преклапање између синдрома глувоће и Диџорџовог синдрома.
Хируршка реконструкција лука је сада релативно једноставна; стога се пажња све више усмерава на преоперативну идентификацију и хируршко лечење аортног залистка и субаортне стенозе који се налазе у приближно половини случајева.  Прекинути лук аорте је прва аномалија формирања кардиоваскуларног узорка за коју је доказано да има генетску основу и код миша и код људи.

## Епидемиологија
Инциденција прекинутог лука аорте је изузетно ретка, јавља се између 3  и 20  случајева на 1.000.000 порођаја.
У контексту других урођених срчаних абнормалности, прекинути лук аорте јавља се у око 1,5% случајева.

## Ембриологија
Приближно половина пацијената са прекинутим луком аорте има хемизиготну делецију 1,5-3 Мб региона хромозомског кариотипа 22к11.2, најчешћи синдром делеције код људи. Међу 35-50 избрисаних гена, чини се да је ген Т-бок ТБКС1 одговоран за већину аспеката Диџорџвог фенотипа.
Поред тога, дев независне линије доказа сугеришу да се етиологија многих случајева прекинутог лука аорте типа А разликује од етиологије прекинутог лука аорте типа Б, Разноликост придружених КСД је различита коддва типа прекинутог лука аорте.
Преваленција 22к11.2 хемизиготности је такође различита; отприлике три четвртине пацијената са прекинутим луком аорте типа Б има делецију, док изузетно мали број пацијената са прекинутим луком аорте типа А има делецију.

## Патоанатомија
Прекинути лук аорте је класификован у три типа (А, Б и Ц) на основу места прекида аорте.
| Тип   | Карактеристике |
| ----- | --- |
| Тип А | Ппрекинути лук аорте јавља се дистално од почетка леве поткључне артерије (приближно у истом региону као и коарктација аорте). Јавља се у око 1/3 случајева.                                      |
| Тип Б | Прекинути лук аортејавња се дистално од почетка леве заједничке каротидне артерије, односно између леве каротиде артерије и субклавије. Најчешћи је јер се јавља у око 2/3 случајева.             |
| Тип ц | Прекинути лук аорте је проксимално од почетка леве заједничке каротидне артерије или проксимално, између брахиоцефалне артерије и заједничке каротидне артерије. Јавља се у мање од 1% случајева. |

У било ком од наведена три типа, десна поткључна артерија може се развити нормално или абнормално, па се у складу са тим сваки од наведених типова подељен  је на три подтипа:
- Подтип 1: нормална подкључна артерија
- Подтип 2: аберантна подкључна артерија
- Подтип 3: изолована подкључна артерија која настаје из дуктуса артериозуса

### Удружене аномалије
- Диџорџов синдром,[21] који се често налазе код оних са прекидом типа Б и скоро увек је удружен ако постоји деснострана силазна аорта
- трункус артериозус.[22]
- дефект аортопулмоналног септума (аортопулмонални отвор)
- транспозиција великих артерија
- двоструки излаз десна комора
- функционална појединачна комора

## Патофизиологија
Током феталног развоја, излаз леве коморе снабдева артеријску циркулацију проксимално до прекида, док излаз десне коморе снабдева артеријску циркулацију дистално од прекида преко левог дуктус артериозуса. Постнатално, овај распоред се наставља, уз додатак плућног крвотока оптерећењу леве коморе. Са природним затварањем дукта и/или падом плућног васкуларног отпора након рођења, циркулација у доњем делу тела је угрожена, што доводи до стања налик шоку.

## Клиничка слика
Пацијенти са прекинутим луком аорте обично имају све симптоме од рођења, који се развијају у року од две недеље (када је дуктус артериозус обично затворен).
Знаци и симптоми лоше перфузије или конгестивне срчане инсуфицијенције могу се развити када дуктус артериозус почне да се затвара. Ово је отприлике први дан или два живота.
Одојче може развити слабост, умор, лоше храњење, убрзано дисање, убрзан рад срца или низак ниво кисеоника, који је израженији када се мери у ногама и стопалима.
Ово стање се може погоршати и довести до шока. Беба ће бити бледа, мрљаста и хладна. Беба ће вероватно имати и мање мокрих пелена и слабе пулсеве (више види у доњим екстремитетима).

## Дијагноза

### Пренатална
Пренатална дијагноза  ПЛА се лако промаши на скенирању акушерских аномалија, иако се може посумњати на основу неслагања између величина леве и десне коморе. Док у стручним рукама фетална ехокардиографија и пренатално може дати поуздану дијагнозу. Пренатално дијагностиковане случајеве треба потврдити постнатално.

### Постнатална
Код одојчад се ПЛА се може клинички манифестовати у раном неонаталном периоду, када се дуктус затвори, са знацима и симптомима конгестивне срчане инсуфицијенције и системске хипоперфузије (кардиогени шок). Скрининг новорођенчади путем пулсне оксиметрије може довести до раније дијагнозе.  Низак ниво кисеоника може се показати више када се мери у ногама и стопалима.

### Радиографске карактеристике

#### Стандардна радиографија
Карактеристике обичног радиограма су често неспецифичне:
- аортно дугме може бити одсутно
- може показати кардиомегалију

#### Антенатални ултразвук/ехокардиографија
Десна комора може изгледати много већа од леве, иако је ово неспецифичан налаз. Узлазна аорта такође може изгледати вертикалније него обично. Ови модалитети можда неће дозволити диференцијацију ПЛА од тешке коарктације аорте са хипопластичним луком.

##### Компјутеризована томографија
Компјутеризована томографија (КТ ) омогућава визуелизацију прекинутог лука аорте и повезаних аномалија. 

##### Магнетна резонантна томографија
Магнетна резонантна томографија (МРТ) омогућава:
- визуелизацију дела прекида,
- показ "V" конфигурацијe на короналном снимку велики крвни судовa.[27]

## Терапија

### Симптоматска терапија
Да би се обезбедило одржава артеријског дуктус отвореним и тиме омогућио проток крви у доњи део тела (све док се не уради операција и тиме коригује прекид у аортном луку) примењује се простагландин Е 1  интравенозно (ИВ) као почетна терапија.
Симптоматска терапија може укључивати и:
- интубацију (ендотрахеална постављена у дисајне путеве)
- диуретичка терапија (пилуле за измокравање) како би се помогло детету да мокраћом уклони вишак течности из организма,
- инотропне лекове (како би се побољшало пумпање срца)
- праћење и корекцију абнормалних гасова у крви (нивоа угљен-диоксида и кисеоника у крви) и електролита (нивоа калијума и калцијума у крви)
- подршку адекватном исхраном

### Хируршка терапија
Хируршка корекција (једностепена или вишестепена) дефинитивна је терапијска метода избора, јер преживљавање није могуће без операције. Ризик је већи ако дете има малу величину региона аортног вентила и ако је дете болесно или нестабилно пре операције.
Циљ операције је да се поново повеже лук аорте како би се створила континуирана "цев" и затворио дефект вентрикуларног септума. Операција се обично ради брзо након што се беба стабилизује (обично у првих неколико дана живота).
Операција се изводи на отвореном срцу да би се спојила два одвојена дела аорте и затворио дефект вентрикуларног септума.  
Важно је да се након операције спроведе дуготрајно праћење пацијента од стране кардиолога како би се пратио раст региона аортног залистка и реконструисаног лука аорте.
Код једног дела болесника још једна операција за решавање даљих проблема у овом подручју може бити потребна код 10 до 20% пацијената.

## Прогноза
Ако се ПЛА не коригује правовремено, има веома лошу прогнозу са преживљавањем од само неколико дана.
Преживљавање након потпуне санације лука аорте и дефекта вентрикуларног септума у периоду новорођенчета је 90% или више, утврђено је у већини педијатријских срчаних центара.

## Компликације
Компликације након операције прекинутог лука аорте могу укључивати наставак опструкције, односно може се формирати стеноза (сужење) на месту поправљене аорте.
Аортни залистак или подручје испод залиска су често мали и можда неће даље расти. Ово може довести до стенозе (сужења) месецима или годинама након операције.